# Kyra (plaats)
Kyra (Russisch: Кыра) is een plaats in en het bestuurscentrum van het district Kyrinski in de Kraj Transbaikal in Rusland. De plaats ligt aan de rivier Kyra nabij de Russisch-Mongoolse grens. In 2017 had Kyra 4246 inwoners.

## Ligging
De plaats ligt bijna 300 km in rechte lijn zuidzuidwest van Tsjita, de hoofdstad van de Russische kraj Transbaikal. Aan de noordkant ligt het middelgebergte  Stanovik met kammen tot 1500 meter hoog; in het zuiden ligt het middelgebergte Onon-Baldsjinski. Ongeveer 20 km naar het zuiden ligt de grens met Mongolië. Kyra ligt op een hoogte van 900 meter aan de linkeroever van de Kyra-rivier, een zijrivier van de Onon.
Kyra is een selskoje poselenieje en bestuurlijk centrum van de rajon Kyrinski. Er zijn diverse scholen; in 2003 is de Aleksandr Nevski-kerk geopend.

## Geschiedenis
Het dorp ontstond uit een grenspost van het Russische keizerrijk, die in 1728 aan de grens van het keizerrijk China werd opgericht. In 1872 werd het een nederzetting van kozakken; dat geldt als het eigenlijke stichtingsjaar. Sinds 1926 is Kyra bestuurscentrum van het rajon.

### Bevolkingsontwikkeling
|                            |
| ■ Volkstelling ■ Schatting |

## Verkeer
Kyra ligt aan een locale weg die vanuit het dorp eerst via Mordoj naar het noorden gaat, daarna naar het oosten en ongeveer 50 km oostelijker op de A-167 aansluit. De regionale weg A-167 is de verbinding vanuit Tsjita met Mongolië. De afstand over de weg naar Tsjita bedraagt 455 km. Locale wegen verbinden Kyra met de dorpen Gavan en Biljoetoej.

## Klimaat
Kyra heeft een landklimaat, volgens de klimaatclassificatie van Köppen code Dwc met droge, koude winters en warme, natte zomers. De jaarlijkse neerslag is iets minder dan de helft van het Nederlands gemiddelde. Het aantal uren zon bedraagt ruim 2700 per jaar. De hoogtste ooit gemeten temperatuur bedraagt 39,2 °C in juni; de laagste -44,8 °C in februari.
| Maand                                              | jan   | feb   | mrt   | apr  | mei  | jun  | jul  | aug  | sep  | okt  | nov   | dec   | Jaar |
| -------------------------------------------------- | ----- | ----- | ----- | ---- | ---- | ---- | ---- | ---- | ---- | ---- | ----- | ----- | ---- |
| Gemiddeld maximum (°C)                             | −13,7 | −8,2  | 0,3   | 9,4  | 17,6 | 23,3 | 24,7 | 22,7 | 16,7 | 8,1  | −4,5  | −12,4 | 7,0  |
| Gemiddelde temperatuur (°C)                        | −21,9 | −17,7 | −8,6  | 1,1  | 9,1  | 15,3 | 17,6 | 15,2 | 8,3  | −0,3 | −12,1 | −19,7 | −1,1 |
| Gemiddeld minimum (°C)                             | −28,3 | −25,4 | −16,6 | −6,6 | 0,5  | 7,4  | 11,1 | 8,8  | 1,5  | −6,8 | −18,0 | −25,6 | −8,2 |
|                                                    |       |       |       |      |      |      |      |      |      |      |       |       |      |
| Neerslag (mm)                                      | 2     | 2     | 4     | 12   | 21   | 60   | 118  | 90   | 38   | 11   | 4     | 3     | 365  |
| Bron: http://climatebase.ru/station/30949/?lang=en |       |       |       |      |      |      |      |      |      |      |       |       |      |